# Honda CMX 500 Rebel
La Honda CMX 500 Rebel è un motociclo prodotto dalla casa motociclistica giapponese Honda dal 2017.

## Descrizione
La CMX 500 Rebel è una custom della famiglia CMX, dotata di un propulsore da 471 cm³ a due cilindri parallelo frontemarcia, presentata per la prima volta nel novembre 2016 a Long Beach in California e con le vendite iniziate dalla primavera 2017. La sospensione anteriore utilizza una forcella telescopica da 43 mm.
La moto ha subìto un importante aggiornamento nel 2020, ricevendo dei fanali e luci posteriori completamente a LED, nuova strumentazione e una frizione antisaltellamento assistita.